# Øyevitne
Øyevitne è un dramma giallo norvegese del 2014, prodotto dalla NRK della Norvegia. Scritto e diretto da Jarl Emsell Larsen. La serie segue l'investigazione su un omicidio multiplo testimoniato da due ragazzi adolescenti. La serie ha avuto un remake per USA Network nel 2016 come Eyewitness, e una per la HBO Europa come Valea Mută. Nel gennaio 2018  una versione franco/belga  dal titolo Les Innocents ha avuto un enorme successo nei paesi francofoni.

## Trama
Due ragazzi adolescenti 15enni Philip e Henning vivono nel villaggio di Mysen al confine fra Norvegia e Svezia. Sono compagni di classe, ma anche segretamente innamorati tra loro. Mentre sono appartati in un bosco, assistono con terrore all'esecuzione di quattro membri di una banda di motociclisti, riescono miracolosamente a fuggire, ma il killer è sulle loro tracce. Non volendo svelare il loro amore a nessuno, decidono di rimanere in silenzio. Il killer si mette sulle loro tracce mentre la mamma adottiva di Philip, Helen Sikkeland, conduce l'inchiesta. Ben presto scoprirà che il killer è qualcuno apparentemente insospettabile.

## Personaggi e interpreti
- Ronny Berg Larsen, interpretato da Per Kjerstad
- Philip, interpretato da Axel Bøyum
- Henning, interpretato da Odin Waage
- Helen Sikkeland, interpretata da Anneke von der Lippe

- Camilla Bjerke, interpretata da Yngvild Støen Grotmol
- Olle, interpretato da Kim Sørensen
- Elisabeth, interpretata da Ingjerd Egeberg
- André, interpretato da Yngve Berven

## Episodi
| Stagione       | Episodi | Prima TV Norvegia | Prima TV Italia |
| -------------- | ------- | ----------------- | --------------- |
| Prima stagione | 6       | 2014              | inedita         |